# Liste der denkmalgeschützten Objekte in Heiligenblut am Großglockner
Die Liste der denkmalgeschützten Objekte in Heiligenblut am Großglockner enthält die 20 denkmalgeschützten, unbeweglichen Objekte der Kärntner Gemeinde Heiligenblut am Großglockner im Bezirk Spittal an der Drau.

## Denkmäler
| Foto |                 | Denkmal                                                                                              | Standort                                                | Beschreibung | Metadaten |
| ---- | --------------- | --- | ------------------------------------------------------- | --- | --- |
| ja   | Datei hochladen | Bauernhaus, Oberer Freser HERIS-ID: 23684 Objekt-ID: 20046                                           | Apriach 33 Standort KG: Apriach                         | Der Bauernhof Oberer Freser besteht aus Wohnhaus, Stallscheune, einer Kapelle und einer auf freiem Feld stehender Badstube. Das zweigeschoßige Wohnhaus ist mit Ausnahme des rückwärtigen Teiles des Erdgeschoßes ein Blockbau mit dreiteiligem Grundriss. Es wurde im 17. Jahrhundert errichtet und im 18. und 19. Jahrhundert umgebaut und erweitert. Die Vorratsräume wurden nachträglich risalitartig angebaut. Das Wohnhaus mit Giebeln im Blockbau wird von einem weit auskragenden Pfettendach überdeckt. Zwei Räume haben Täfelungen aus dem 19. Jahrhundert, die anderen Riemling- bzw. Trambohlendecken. Südwestlich des Wohnhauses steht die zweigeschoßige Stallscheune aus dem 18. Jahrhundert mit Kniestock über rechteckigem Grundriss. Das Stallgeschoß ist gemauert, das Obergeschoß mit Giebeln ist in Blockbauweise errichtet und ist mit Ausnahme der Bergseite von einem Trockengang umlaufen. Die Bad- oder Brechelstube hat einen auf einem Bruchsteinsockel ruhenden, in Blockbauweise errichteten Ofenraum.                                          | BDA-Hist.: Q37878211 Status: Bescheid Stand der BDA-Liste: 2025-06-30 Name: Bauernhaus, Oberer Freser GstNr.: .12/1, .13 Oberer Freser |
| ja   | Datei hochladen | Hofkapelle bei Oberer Freser HERIS-ID: 93331 Objekt-ID: 108347                                       | bei Apriach 33 Standort KG: Apriach                     | Die Hauskapelle beim Oberen Freser ist ein Rechtecksbau mit Dreiseitenschluss, seitlichem Eingang, gemauertem Westgiebel und hölzernen Glockentürmchen. Im Inneren birgt sie ein Altärchen mit einer Anna-Selbdritt-Gruppe aus dem 17. Jahrhundert und einem beigefügten heiligen Josef aus dem 18. Jahrhundert. Davor stehen eine Pietà und ein Kruzifix mit Engeln aus dem 17. Jahrhundert. | BDA-Hist.: Q37761975 Status: Bescheid Stand der BDA-Liste: 2025-06-30 Name: Hofkapelle bei Oberer Freser GstNr.: .12/2 Kapelle Oberer Freser |
| ja   | Datei hochladen | Bauernhaus, Unterer Freser HERIS-ID: 23685 Objekt-ID: 20047                                          | Apriach 34 Standort KG: Apriach                         | Der Bauernhof Unterer Freser besteht aus Wohnhaus, Stallscheune und einer östlich vom Stall gelegenen Badstube. Das am Dachstuhl mit 1594 bezeichnete Wohnhaus ist ein zweigeschoßiger Steinbau mit dreiteiligem Grundriss und einem nachträglich an der rückwärtigen Giebelwand angestellten Blockspeicher von 1816 mit flachem Pfettendach. Das Gebäude mit Rundbogenportal und Reste eines Sgraffitodekors aus der Spätrenaissance besitzt an der Nordwestseite eine nicht über die ganze Längsfront reichende Oberlaube mit hölzernem Kloturm. Die Räume im Erd- und Obergeschoß sind mit Gewölben ausgestattet. Ein Raum im Erdgeschoß ist vertäfelt und hat eine Kassettendecke mit Deckentram aus dem Jahre 1860. Die talwärts gelegene Stallscheune mit Kniestock über rechteckigem Grundriss stammt aus dem 18. Jahrhundert. Über dem gemauerten Stallgeschoß befindet sich die in Blockbauweise errichtete Tenne mit nordwestlichem Trockengang. Die Badstube ist ein in Blockbauweise errichteter einzelliger Bau mit giebelseitig vorkragendem Pfetten-Rofendach. | BDA-Hist.: Q37878224 Status: Bescheid Stand der BDA-Liste: 2025-06-30 Name: Bauernhaus, Unterer Freser GstNr.: .11, .10/1, .10/2 Unterer Freser |
| ja   | Datei hochladen | Mathekapelle (Schutzengelkapelle) HERIS-ID: 35593 Objekt-ID: 34377                                   | bei Schachnern 32 Standort KG: Apriach                  | Die Mathekapelle ist dem Heiligen Antonius von Padua geweiht. In der Kapelle steht ein Altar aus dem späten 17. Jahrhundert mit Schutzengelbild. Weiters beherbergt die Kapelle die um 1700 entstandenen Schnitzfiguren der Heiligen Margareta und eines heiligen Königs, sowie einen kreuztragenden Christus aus der ersten Hälfte des 18. Jahrhunderts. Der wertvollste Besitz, eine Madonnenskulptur aus der Mitte des 14. Jahrhunderts, wird im Diözesanmuseum in Klagenfurt aufbewahrt. In der Kapelle ist nur eine Kopie zu sehen. | BDA-Hist.: Q37965490 Status: Bescheid Stand der BDA-Liste: 2025-06-30 Name: Mathekapelle (Schutzengelkapelle) GstNr.: .89/1 Mathekapelle (Schutzengelkapelle) |
| ja   | Datei hochladen | Jörger-Mühle HERIS-ID: 35405 Objekt-ID: 34163                                                        | Apriach 11, östlich Standort KG: Apriach                | Die acht Apriacher Stockmühlen am Apriacher Bach bilden das letzte erhaltene alpenländische Stockmühlen-Ensemble. | BDA-Hist.: Q64031976 Status: Bescheid Stand der BDA-Liste: 2025-06-30 Name: Jörger-Mühle GstNr.: .59 Jörger-Mühle |
| ja   | Datei hochladen | Zlöbl-Mühle HERIS-ID: 35406 Objekt-ID: 34164                                                         | Apriach 11, östlich Standort KG: Apriach                | Die acht Apriacher Stockmühlen am Apriacher Bach bilden das letzte erhaltene alpenländische Stockmühlen-Ensemble. | BDA-Hist.: Q64031978 Status: Bescheid Stand der BDA-Liste: 2025-06-30 Name: Zlöbl-Mühle GstNr.: .58 Zlöbl-Mühle |
| ja   | Datei hochladen | Glauer-Mühle HERIS-ID: 35407 Objekt-ID: 34165                                                        | Apriach 11, östlich Standort KG: Apriach                | Die acht Apriacher Stockmühlen am Apriacher Bach bilden das letzte erhaltene alpenländische Stockmühlen-Ensemble. | BDA-Hist.: Q64031980 Status: Bescheid Stand der BDA-Liste: 2025-06-30 Name: Glauer-Mühle GstNr.: .56 Glauer-Mühle |
| ja   | Datei hochladen | Schmutzer-Mühle HERIS-ID: 35408 Objekt-ID: 34166                                                     | Apriach 11, östlich Standort KG: Apriach                | Die acht Apriacher Stockmühlen am Apriacher Bach bilden das letzte erhaltene alpenländische Stockmühlen-Ensemble. | BDA-Hist.: Q64031981 Status: Bescheid Stand der BDA-Liste: 2025-06-30 Name: Schmutzer-Mühle GstNr.: .55 Schmutzer-Mühle |
| ja   | Datei hochladen | Kellnermühle/Lenzer-Mühle HERIS-ID: 35409 Objekt-ID: 34167                                           | Apriach 11, östlich Standort KG: Apriach                | Die acht Apriacher Stockmühlen am Apriacher Bach bilden das letzte erhaltene alpenländische Stockmühlen-Ensemble. | BDA-Hist.: Q64031983 Status: Bescheid Stand der BDA-Liste: 2025-06-30 Name: Kellnermühle/Lenzer-Mühle GstNr.: .54 Kellnermühle/Lenzer-Mühle |
| ja   | Datei hochladen | Brennermühle HERIS-ID: 35410 Objekt-ID: 34168                                                        | Apriach 11, südlich Standort KG: Apriach                | Die acht Apriacher Stockmühlen am Apriacher Bach bilden das letzte erhaltene alpenländische Stockmühlen-Ensemble. | BDA-Hist.: Q64031985 Status: Bescheid Stand der BDA-Liste: 2025-06-30 Name: Brennermühle/Gori-Mühle GstNr.: .47 Brennermühle/Gori-Mühle |
| ja   | Datei hochladen | Obere Mallig-Mühle HERIS-ID: 35411 Objekt-ID: 34169                                                  | Apriach 11, südlich Standort KG: Apriach                | Die acht Apriacher Stockmühlen am Apriacher Bach bilden das letzte erhaltene alpenländische Stockmühlen-Ensemble. | BDA-Hist.: Q64031986 Status: Bescheid Stand der BDA-Liste: 2025-06-30 Name: Obere Mallig-Mühle GstNr.: .46/1 Obere Mallig-Mühle |
| ja   | Datei hochladen | Mörtl-Mühle HERIS-ID: 35412 Objekt-ID: 34170                                                         | Apriach 11, südlich Standort KG: Apriach                | Die acht Apriacher Stockmühlen am Apriacher Bach bilden das letzte erhaltene alpenländische Stockmühlen-Ensemble. | BDA-Hist.: Q64031987 Status: Bescheid Stand der BDA-Liste: 2025-06-30 Name: Mörtl-Mühle GstNr.: .45/2 Mörtl-Mühle |
| BW   | Datei hochladen | Großglockner-Hochalpenstraße HERIS-ID: 112513 Objekt-ID: 130719seit 2016                             | Großglockner Hochalpenstraße Standort KG: Apriach       | Die höchste befestigte Passstraße Österreichs wurde 1930 bis 1935 von Franz Wallack erbaut. Dieser Eintrag bezieht sich auf ein kleines Stück der Straße in der KG Apriach und umfasst im Wesentlichen die Kehre 27, Fleißtal 1514 m. Anmerkung: Der geschützte Teil der Großglockner-Hochalpenstraße erstreckt sich über die Gemeinden Heiligenblut (Katastralgemeinden Zlapp und Hof, Apriach), Fusch und Rauris. | BDA-Hist.: Q64487722 Status: Bescheid Stand der BDA-Liste: 2025-06-30 Name: Großglockner-Hochalpenstraße GstNr.: 1024 Großglockner-Hochalpenstraße |
| ja   | Datei hochladen | Aichhorner Kapelle HERIS-ID: 35591 Objekt-ID: 34375                                                  | bei Aichhorn 6 Standort KG: Rojach                      | Die 1818 errichtete klassizistische Kapelle ist ein Rechteckbau mit 3/8-Chorschluss. Sie beinhaltet volkstümliche Fresken, geschnitzte Zirbenholzleuchter und Kirchengestühl aus der Bauzeit. | BDA-Hist.: Q403617 Status: Bescheid Stand der BDA-Liste: 2025-06-30 Name: Aichhorner Kapelle GstNr.: .37 Aichhorner Kapelle |
| ja   | Datei hochladen | Kath. Filialkirche hl. Martin in Pockhorn und ehem. Friedhofsfläche HERIS-ID: 57713 Objekt-ID: 67986 | südwestlich Pockhorn 13 Standort KG: Rojach             | Die spätgotische Kirche mit Sockel aus Serpentin um den Außenbau wurde im 16. Jahrhundert errichtet. Der Turm im nördlichen Chorwinkel hat einen hohen Helm; die große westliche Vorlaube ist aus Bruchsteinmauerwerk. Die Seitenaltäre haben bemerkenswerte Knorpelwerkornamentik aus der zweiten Hälfte des 17. Jahrhunderts. | BDA-Hist.: Q1412989 Status: § 2a Stand der BDA-Liste: 2025-06-30 Name: Kath. Filialkirche hl. Martin in Pockhorn und ehem. Friedhofsfläche GstNr.: .61, 360 Filialkirche Pockhorn                                                                                   |
| ja   | Datei hochladen | Brictius-Kapelle HERIS-ID: 57715 Objekt-ID: 67988                                                    | Standort KG: Zlapp und Hof                              | Die Brictius-Kapelle ist in 1904 m Seehöhe westlich von Winkl bei Heiligenblut nahe der Leitermündung gelegen. Der 1872 errichtete kleine Rechtecksbau mit 3/8-Schluss besitzt ein Stichkappengewölbe. Das barocke Altarbild zeigt 16 Darstellungen aus der Brictiuslegende. | BDA-Hist.: Q17310597 Status: § 2a Stand der BDA-Liste: 2025-06-30 Name: Brictius-Kapelle GstNr.: 931/2 Bricciuskapelle Heiligenblut |
| ja   | Datei hochladen | Kath. Pfarrkirche hl. Vinzenz und Friedhof HERIS-ID: 57712 Objekt-ID: 67984                          | bei Hof 9 Standort KG: Zlapp und Hof                    | Der steil aufragende gotische Bau mit Strebepfeilern am Chor, Südturm mit Spitzgiebeln und achtseitigem Nadelhelm und spätgotisch profiliertem Westportal wurde im 14./15. Jahrhundert errichtet. Die Kirche beinhaltet einen spätgotischen Flügelaltar und neugotische Seitenaltäre. | BDA-Hist.: Q2082675 Status: § 2a Stand der BDA-Liste: 2025-06-30 Name: Kath. Pfarrkirche hl. Vinzenz und Friedhof GstNr.: .1, 16/2 Pfarrkirche Heiligenblut |
| BW   | Datei hochladen | Gipperkapelle, Maria Hilf HERIS-ID: 93315 Objekt-ID: 108331                                          | Standort KG: Zlapp und Hof                              | Die Mariahilfkapelle ist in 1630 m Seehöhe auf dem Gipper unterhalb der Glocknerstraße gelegen. Das 1785 erbaute Kirchlein ist ein Saalbau mit 3/8-Schluss und gemauertem Dachreiter, einem Sakristeianbau an der Ostseite und Pfeilervorlaube an der Westseite. Die Kapelle beherbergt einen Rokokoaltar mit geschnitztem Mariahilfbild. Aus dem Spätbarock stammen der Schmerzensmann, das Kruzifix, sowie weitere Statuetten von Heiligen. | BDA-Hist.: Q37761946 Status: § 2a Stand der BDA-Liste: 2025-06-30 Name: Gipperkapelle, Maria Hilf GstNr.: .115/1 |
| BW   | Datei hochladen | Bauernhof (Anlage), Unterer Wegscheider HERIS-ID: 111729 Objekt-ID: 129724seit 2012                  | Untertauern 28 Standort KG: Zlapp und Hof               | | BDA-Hist.: Q37826316 Status: Bescheid Stand der BDA-Liste: 2025-06-30 Name: Bauernhof (Anlage), Unterer Wegscheider GstNr.: .81, 760 |
| ja   | Datei hochladen | Großglockner-Hochalpenstraße HERIS-ID: 99539 Objekt-ID: 115682seit 2016                              | Großglockner Hochalpenstraße Standort KG: Zlapp und Hof | Die höchste befestigte Passstraße Österreichs wurde 1930 bis 1935 von Franz Wallack erbaut. Anmerkung: Der geschützte Teil der Großglockner-Hochalpenstraße erstreckt sich über die Gemeinden Heiligenblut (Katastralgemeinden Zlapp und Hof, Apriach), Fusch und Rauris. | BDA-Hist.: Q64487720 Status: Bescheid Stand der BDA-Liste: 2025-06-30 Name: Großglockner-Hochalpenstraße GstNr.: .234, .235, .242, .269, .270, .286, .301, 721/1, 1203/1, 1203/2, 1204/1, 1204/3, 1204/4, 1204/5, 1205/1, 1205/2, .304 Großglockner-Hochalpenstraße |